# Ilm-Aue von Gräfinau-Angstedt bis Stadtilm
Ilm-Aue von Gräfinau-Angstedt bis Stadtilm este o arie protejată (arie specială de conservare — SAC, sit de importanță comunitară — SCI) din Germania întinsă pe o suprafață de 315 ha, integral pe uscat.

## Localizare
Centrul sitului Ilm-Aue von Gräfinau-Angstedt bis Stadtilm este situat la coordonatele 50°44′18″N 11°02′01″E / 50.7383°N 11.0336°E.

## Înființare
Situl Ilm-Aue von Gräfinau-Angstedt bis Stadtilm a fost declarat sit de importanță comunitară în iunie 2004 pentru a proteja 13 specii de animale. Situl a fost protejat și ca arie specială de conservare în iulie 2008.

## Biodiversitate
Situată în ecoregiunea continentală, aria protejată conține 7 habitate naturale: Lacuri eutrofice naturale cu vegetație de tip Magnopotamion sau Hydrocharition, Cursuri de apă de la nivel de câmpie la nivel montan, cu vegetație Ranunculion fluitantis și Callitricho-Batrachion, Pajiști uscate seminaturale și facies de acoperire cu tufișuri pe substraturi calcaroase (Festuco-Brometalia) (* situri importante pentru orhidee), Fânețe de joasă altitudine (Alopecurus pratensis, Sanguisorba officinalis), Mlaștini alcaline, Păduri de stejar și carpen Galio-Carpinetum, Păduri aluvionare cu Alnus glutinosa și Fraxinus excelsior (Alno-Padion, Alnion incanae, Salicion albae).
La baza desemnării sitului se află mai multe specii protejate:
- păsări (10): minunița (Aegolius funereus), pescăruș albastru (Alcedo atthis), buha (Bubo bubo), Gallinula chloropus chloropus, ciuvică (Glaucidium passerinum), sfrâncioc roșiatic (Lanius collurio), gaia neagră (Milvus migrans), gaia roșie (Milvus milvus), mărăcinar (Saxicola rubetra), mărăcinar negru (Saxicola torquatus)
- amfibieni (1): triton cu creastă (Triturus cristatus)
- nevertebrate (2): phengaris nausithous (Maculinea nausithous), Vertigo angustior

Pe lângă speciile protejate, pe teritoriul sitului au mai fost identificate 8 specii de plante, 1 specie de păsări, 3 specii de amfibieni, 5 specii de mamifere, 22 de specii de nevertebrate, 1 specie de reptile.